# Kvælning
Kvælning eller asfyksi (fra græsk ασφυξία, asphyxía, uden puls) er en tilstand med alvorlig mangel på ilt (O2) til kroppen. Årsagen kan være iltmangel i luften, en forgiftning der hæmmer iltoptagelsen, obstruktion af luftvejene eller på anden vis en manglende evne til at trække vejret normalt. En form for asfyksi er kvælning i spise. Det kræver øjeblikkelig førstehjælp (læs nedenfor).
Ved perinatal asfyksi er den nyfødte skindød eller slap med langsom hjerterytme.

## Virkning
Kvælning forårsager generel hypoxia, som primært indvirker på væv og organer som er mest følsømme overfor iltmangel først, fx hjernen, som derfor fører til cerebral hypoxia (iltmangel i hjernen). Ved erotisk asfyksi siges iltmangel i hjernen at forøge den seksuelle nydelse. Afbrydelsen af omløbet af arterierne og/eller venerne i halsen, som i nogle typer af stranguleringer, fører ikke altid til kvælning, men oftere direkte til cerebral hypoxia (iltmangel i hjernen).

## Årsag
Kvælning er normalt karakteriseret ved luftmangel, men dette er ikke altid tilfældet; trangen til at trække vejret udløses af stigende kuldioxidniveau (CO2) i blodet, i højere grad end af faldende iltniveau. Nogle gange er der ikke nok kuldioxid til at skabe mangel på luft, og offeret oplever iltmangel uden at vide det. I alle tilfælde fører manglen på effektiv genoprettelse af iltniveau meget hurtigt til bevidstløshed, hjerneskader og døden.

## Kvælning i spise (og førstehjælp)
Kvælning ved synkning opstår, når maden ikke er godt tygget, og den kommer på afveje og blokerer luftvejene.
Nogle håndteknikker kan løse kvælning (læs nedenfor).
Derudover er der nogle "anti-kvælning" sanordninger på markedet (LifeVac og Dechoker).

### Førstehjælp til almindelige ofre
Den første del er hoste.
Hvis offeret ikke kan hoste, så brug de to teknikker i hånden (se begge billeder nedenfor). For bedre resultater, kombiner dem i runder: udfør hver teknik cirka 5 gange og skift til den anden teknik og gentag disse runder kontinuerligt.
Gravide og ekstremt overvægtige mennesker har brug for variationer af disse håndteknikker (læs nedenfor).
Spædbørn (under 1 år) har brug for variationer af disse håndteknikker (læs nedenfor).
Hvis kvælningen fortsætter, skal du ringe til nødtjenester.
Offeret kan miste bevidstheden efter et stykke tid (læs nedenfor), og få  brug for en "hjerte-og lungeredning mod kvælning".

### Førstehjælp til gravide eller for meget overvægtige mennesker
Den første del er også hoste.
Hvis offeret ikke kan hoste,  brug de to teknikker i hånden (se begge billeder nedenfor). For bedre resultater, kombiner dem i runder: udfør hver teknik cirka 5 gange og skift til den anden teknik og gentag disse runder kontinuerligt.
Hvis kvælningen fortsætter, skal du ringe til nødtjenester.
Offeret kan miste bevidstheden efter et stykke tid (læs nedenfor), og få  brug for en "hjerte-og lungeredning mod kvælning".

### Førstehjælp til spædbørn (under 1 år)
Brug disse to teknikker manuelt til spædbørn (se begge billeder nedenfor). For bedre resultater, kombiner dem i runder: udfør hver teknik cirka 5 gange og skift til den anden teknik og gentag disse runder kontinuerligt.
Hvis kvælningen fortsætter, skal du ringe til nødtjenester.
Spædbarnet kan miste bevidstheden efter et stykke tid (læs nedenfor), og få brug for en "hjerte-lunge-redning til spædbørn".

### Når offeret er bevidstløs
Når offeret er bevidstløs det er nødvendigt med en "hjerte-lunge-redning mod kvælning" (almindelig, ikke for spædbørn) eller en "hjerte-lunge-redning til spædbørn" (under 1 år). (Læs nedenunder).

#### Hjerte-lungeredning mod kvælning, almindelig
Et opkald til nødtjenester er påkrævet.
Læg offeret med ansigtet opad.
Lav en lungeredning for offeret, løbende:
- 30 kompressioner på den nederste halvdel af midten af brystet.
- Hvis det fastklemte objekt er synligt, prøv at fjerne det. Hjerte-lunge-redningen skal fortsætte, indtil offeret trækker vejret normalt selv om objektet er fjernet.
- Luk offerets næse. Indfør luft ved at udføre mund-til-mund ventilation. Indsæt luft igen ved at udføre en anden identisk ventilation (redningsåndedræt).
- Drej offerets hoved frem og tilbage for at ændre dets position lidt. Indfør luft ved at udføre mund-til-mund ventilation. Indsæt luft igen ved at udføre en anden identisk ventilation (redningsåndedræt).

Gentag, løbende, alle disse trin, startende fra det første (de 30 kompressioner).

#### Hjerte-lungeredning til spædbørn (under 1 år)
Et opkald til nødtjenester er påkrævet.
Læg barnet med brystet opad.
Spædbarnets hoved skal altid være vandret. Lav en lungeredning på spædbarnet, løbende:
- Fra den ene side af spædbarnet: 30 kompressioner, udført med to fingre på den nederste halvdel af midten af brystet.
- Hvis det fastklemte objekt er synligt, prøv at fjerne det. Hjerte-lunge-redningen skal fortsætte, indtil barnet trækker vejret normalt selv om objektet er fjernet.
- Brug munden til at dække barnets mund og næse på samme tid. Indfør luft på den måde (ventilation eller rescue vejrtrækning). Indsæt luft igen (en anden identisk ventilation eller redningsånding).
- Det anbefales, at fortsat holde barnets hoved horisontelt og ikke dreje det, da hovedets hældning kan gøre luftvejene smallere hos spædbørn.

Gentag, løbende, alle disse trin, startende fra det første (de 30 kompressioner).